# Ronde van Groot-Brittannië 2021
De 80e editie van de wielerwedstrijd Ronde van Groot-Brittannië vond in 2021 plaats van 5 tot en met 12 september. De start was in Penzance en de finish was in Aberdeen. De ronde was onderdeel van de UCI ProSeries, in de categorie 2.Pro. De Nederlander Mathieu van der Poel won in 2019; hij werd opgevolgd door de Belg Wout van Aert.

## Deelname
Er nemen 7 UCI WorldTeams, 4 professionele continentale teams, 6 continentale teams en één nationale selectie deel.
| WorldTour | ProContinentaal                                                      | Continentaal | Nationale selectie  |
| --- | -------------------------------------------------------------------- | --- | ------------------- |
| Deceuninck-Quick-Step INEOS Grenadiers Israel Start-Up Nation Movistar Team Team DSM Team Jumbo-Visma Team Qhubeka NextHash | Alpecin-Fenix Caja Rural-Seguros RGA Rally Cycling Team Arkéa Samsic | Canyon dhb SunGod Global 6 Cycling Ribble Weldtite Pro Cycling Saint Piran SwiftCarbon Pro Cycling Trinity Racing | Verenigd Koninkrijk |

## Etappe-overzicht
| Etappe | Datum        | Start         | Finish                           | Type           | Afstand  | Winnaar          | Klassementsleider |
| ------ | ------------ | ------------- | -------------------------------- | -------------- | -------- | ---------------- | ----------------- |
| 1      | 5 september  | Penzance      | Bodmin                           | Heuvelrit      | 180,8 km | Wout van Aert    | Wout van Aert     |
| 2      | 6 september  | Sherford      | Exeter                           | Heuvelrit      | 184 km   | Robin Carpenter  | Robin Carpenter   |
| 3      | 7 september  | Llandeilo     | National Botanic Garden of Wales | Ploegentijdrit | 18,2 km  | INEOS Grenadiers | Ethan Hayter      |
| 4      | 8 september  | Aberaeron     | Great Orme                       | Heuvelrit      | 210 km   | Wout van Aert    | Wout van Aert     |
| 5      | 9 september  | Alderley Park | Warrington                       | Heuvelrit      | 152,2 km | Ethan Hayter     | Ethan Hayter      |
| 6      | 10 september | Carlisle      | Gateshead                        | Heuvelrit      | 198 km   | Wout van Aert    | Ethan Hayter      |
| 7      | 11 september | Hawick        | Edinburgh                        | Heuvelrit      | 194,8 km | Yves Lampaert    | Ethan Hayter      |
| 8      | 12 september | Stonehaven    | Aberdeen                         | Heuvelrit      | 173 km   | Wout van Aert    | Wout van Aert     |

## Etappe-uitslagen

### Eerste etappe
| Penzance - Bodmin (180,8 km) |                    |                        |          |
| Plaats                       | Naam               | Ploeg                  | Tijd     |
| 1                            | Wout van Aert      | Team Jumbo-Visma       | 4u33'36" |
| 2                            | Nils Eekhoff       | Team DSM               | z.t.     |
| 3                            | Gonzalo Serrano    | Movistar Team          | z.t.     |
| 4                            | Ethan Hayter       | INEOS Grenadiers       | z.t.     |
| 5                            | Rory Townsend      | Canyon dhb SunGod      | + 2"     |
| 6                            | Michael Woods      | Israel Start-Up Nation | z.t.     |
| 7                            | Giacomo Nizzolo    | Team Qhubeka NextHash  | z.t.     |
| 8                            | Julian Alaphilippe | Deceuninck-Quick-Step  | z.t.     |
| 9                            | Xandro Meurisse    | Alpecin-Fenix          | z.t.     |
| 10                           | Kristian Sbaragli  | Alpecin-Fenix          | z.t.     |

### Tweede etappe
| Sherford - Exeter (184 km) |                       |                         |          |
| Plaats                     | Naam                  | Ploeg                   | Tijd     |
| 1                          | Robin Carpenter       | Rally Cycling           | 4u45'56" |
| 2                          | Ethan Hayter          | INEOS Grenadiers        | + 33"    |
| 3                          | Alex Peters           | SwiftCarbon Pro Cycling | z.t.     |
| 4                          | Max Kanter            | Team DSM                | z.t.     |
| 5                          | Julian Alaphilippe    | Deceuninck-Quick-Step   | z.t.     |
| 6                          | Rory Townsend         | Canyon dhb SunGod       | z.t.     |
| 7                          | Mikkel Frølich Honoré | Deceuninck-Quick-Step   | z.t.     |
| 8                          | Ethan Vernon          | Verenigd Koninkrijk     | z.t.     |
| 9                          | Kristian Sbaragli     | Alpecin-Fenix           | z.t.     |
| 10                         | Giacomo Nizzolo       | Team Qhubeka NextHash   | z.t.     |

### Derde etappe
| Llandeilo – National Botanic Garden of Wales (18,2 km) |                             |         |
| Plaats                                                 | Ploeg                       | Tijd    |
| 1                                                      | INEOS Grenadiers            | 20'22"  |
| 2                                                      | Deceuninck-Quick-Step       | + 17"   |
| 3                                                      | Team Jumbo-Visma            | + 20"   |
| 4                                                      | Israel Start-Up Nation      | + 43"   |
| 5                                                      | Alpecin-Fenix               | + 57"   |
| 6                                                      | Team DSM                    | z.t.    |
| 7                                                      | Movistar Team               | + 1’08" |
| 8                                                      | Ribble Weldtite Pro Cycling | + 1’09" |
| 9                                                      | Trinity Racing              | + 1’24" |
| 10                                                     | Arkéa-Samsic                | + 1’28" |

### Vierde etappe
| Aberaeron – Great Orme (210 km) |                       |                        |          |
| Plaats                          | Naam                  | Ploeg                  | Tijd     |
| 1                               | Wout van Aert         | Team Jumbo-Visma       | 5u04'22" |
| 2                               | Julian Alaphilippe    | Deceuninck-Quick-Step  | z.t.     |
| 3                               | Michael Woods         | Israel Start-Up Nation | + 1”     |
| 4                               | Mikkel Frølich Honoré | Deceuninck-Quick-Step  | + 4”     |
| 5                               | Ethan Hayter          | INEOS Grenadiers       | + 8”     |
| 6                               | Dan Martin            | Israel Start-Up Nation | + 13”    |
| 7                               | Kristian Sbaragli     | Alpecin-Fenix          | + 16”    |
| 8                               | Simon Clarke          | Team Qhubeka NextHash  | z.t.     |
| 9                               | Martín Sergio Roman   | Caja Rural-Seguros RGA | + 27”    |
| 10                              | Nicolas Roche         | Team DSM               | + 29”    |

### Vijfde etappe
| Alderley Park – Warrington (152,2 km) |                    |                       |          |
| Plaats                                | Naam               | Ploeg                 | Tijd     |
| 1                                     | Ethan Hayter       | INEOS Grenadiers      | 3u33'01" |
| 2                                     | Giacomo Nizzolo    | Team Qhubeka NextHash | z.t.     |
| 3                                     | Daniel McLay       | Arkéa-Samsic          | z.t.     |
| 4                                     | Luke Lamperti      | Trinity Racing        | z.t.     |
| 5                                     | Mark Cavendish     | Deceuninck-Quick-Step | z.t.     |
| 6                                     | Colin Joyce        | Rally Cycling         | z.t.     |
| 7                                     | Michał Paluta      | Global 6 Cycling      | z.t.     |
| 8                                     | Julian Alaphilippe | Deceuninck-Quick-Step | z.t.     |
| 9                                     | Gonzalo Serrano    | Movistar Team         | z.t.     |
| 10                                    | Kristian Sbaragli  | Alpecin-Fenix         | z.t.     |

### Zesde etappe
| Carlisle – Gateshead (198 km) |                       |                             |          |
| Plaats                        | Naam                  | Ploeg                       | Tijd     |
| 1                             | Wout van Aert         | Team Jumbo-Visma            | 4u35’56" |
| 2                             | Ethan Hayter          | INEOS Grenadiers            | z.t.     |
| 3                             | Julian Alaphilippe    | Deceuninck-Quick-Step       | z.t.     |
| 4                             | Gonzalo Serrano       | Movistar Team               | z.t.     |
| 5                             | James Shaw            | Ribble Weldtite Pro Cycling | z.t.     |
| 6                             | Michael Woods         | Israel Start-Up Nation      | z.t.     |
| 7                             | Dan Martin            | Israel Start-Up Nation      | z.t.     |
| 8                             | Mikkel Frølich Honoré | Deceuninck-Quick-Step       | z.t.     |
| 9                             | Matteo Jorgenson      | Movistar Team               | + 4”     |
| 10                            | Carlos Rodriguez      | INEOS Grenadiers            | z.t.     |

### Zevende etappe
| Hawick – Edinburgh (194,8 km) |                   |                             |          |
| Plaats                        | Naam              | Ploeg                       | Tijd     |
| 1                             | Yves Lampaert     | Deceuninck-Quick-Step       | 4u39’09" |
| 2                             | Matteo Jorgenson  | Movistar Team               | z.t.     |
| 3                             | Matthew Gibson    | Ribble Weldtite Pro Cycling | z.t.     |
| 4                             | Davide Ballerini  | Deceuninck-Quick-Step       | + 35”    |
| 5                             | Pascal Eenkhoorn  | Team Jumbo-Visma            | + 41”    |
| 6                             | Ethan Hayter      | INEOS Grenadiers            | + 1’51”  |
| 7                             | Wout van Aert     | Team Jumbo-Visma            | z.t.     |
| 8                             | Max Kanter        | Team DSM                    | z.t.     |
| 9                             | Rohan Dennis      | INEOS Grenadiers            | z.t.     |
| 10                            | Kristian Sbaragli | Alpecin-Fenix               | z.t.     |

### Achtste etappe
| Stonehaven – Aberdeen (173 km) |                  |                             |           |
| Plaats                         | Naam             | Ploeg                       | Tijd      |
| 1                              | Wout van Aert    | Team Jumbo-Visma            | 4u07’56”" |
| 2                              | André Greipel    | Israel Start-Up Nation      | z.t.      |
| 3                              | Mark Cavendish   | Deceuninck-Quick-Step       | z.t.      |
| 4                              | Colin Joyce      | Rally Cycling               | z.t.      |
| 5                              | Max Kanter       | Team DSM                    | z.t.      |
| 6                              | Rory Townsend    | Canyon dhb SunGod           | z.t.      |
| 7                              | Matthew Gibson   | Ribble Weldtite Pro Cycling | z.t.      |
| 8                              | Ollie Peckover   | SwiftCarbon Pro Cycling     | z.t.      |
| 9                              | Matthew Bostock  | Canyon dhb SunGod           | z.t.      |
| 10                             | Gabriel Cullaigh | Movistar Team               | z.t.      |

## Eindklassementen

### Algemeen klassement
| Plaats    | Naam                  | Ploeg                  | Tijd       |
| --------- | --------------------- | ---------------------- | ---------- |
| Gele trui | Wout van Aert         | Team Jumbo-Visma       | 31u42’22”" |
| 2         | Ethan Hayter          | INEOS Grenadiers       | + 6"       |
| 3         | Julian Alaphilippe    | Deceuninck-Quick-Step  | + 27"      |
| 4         | Mikkel Frølich Honoré | Deceuninck-Quick-Step  | + 41"      |
| 5         | Michael Woods         | Israel Start-Up Nation | + 1'00"    |
| 6         | Rohan Dennis          | INEOS Grenadiers       | + 1'14"    |
| 7         | Dan Martin            | Israel Start-Up Nation | + 1'16"    |
| 8         | Kristian Sbaragli     | Alpecin-Fenix          | + 1'43"    |
| 9         | Mark Donovan          | Team DSM               | + 2'04"    |
| 10        | Carlos Rodriguez      | INEOS Grenadiers       | + 2'07"    |

### Puntenklassement
| Plaats      | Naam               | Ploeg                 | Punten |
| ----------- | ------------------ | --------------------- | ------ |
| Groene trui | Ethan Hayter       | INEOS Grenadiers      | 81     |
| 2           | Wout van Aert      | Team Jumbo-Visma      | 69     |
| 3           | Julian Alaphilippe | Deceuninck-Quick-Step | 58     |

### Bergklassement
| Plaats    | Naam            | Ploeg             | Punten |
| --------- | --------------- | ----------------- | ------ |
| Rode trui | Jacob Scott     | Canyon dhb SunGod | 66     |
| 2         | Nícolas Sessler | Global 6 Cycling  | 32     |
| 3         | Rory Townsend   | Canyon dhb SunGod | 30     |

### Ploegenklassement
| Plaats | Ploeg                 | Tijd       |
| ------ | --------------------- | ---------- |
|        | Deceuninck-Quick-Step | 94u28’34”" |
| 2      | INEOS Grenadiers      | + 23"      |
| 3      | Team DSM              | + 3'23"    |

## Klassementenverloop
| Etappe       | Winnaar          | Algemeen klassement · | Bergklassement · | Puntenklassement · | Ploegenklassement     |
| ------------ | ---------------- | --------------------- | ---------------- | ------------------ | --------------------- |
| 1            | Wout van Aert    | Wout van Aert         | Jacob Scott      | Wout van Aert      | INEOS Grenadiers      |
| 2            | Robin Carpenter  | Robin Carpenter       | Jacob Scott      | Ethan Hayter       | INEOS Grenadiers      |
| 3            | INEOS Grenadiers | Ethan Hayter          | Jacob Scott      | Ethan Hayter       | INEOS Grenadiers      |
| 4            | Wout van Aert    | Wout van Aert         | Jacob Scott      | Ethan Hayter       | INEOS Grenadiers      |
| 5            | Ethan Hayter     | Ethan Hayter          | Jacob Scott      | Ethan Hayter       | INEOS Grenadiers      |
| 6            | Wout van Aert    | Ethan Hayter          | Jacob Scott      | Ethan Hayter       | INEOS Grenadiers      |
| 7            | Yves Lampaert    | Ethan Hayter          | Jacob Scott      | Ethan Hayter       | Deceuninck-Quick-Step |
| 8            | Wout van Aert    | Wout van Aert         | Jacob Scott      | Ethan Hayter       | Deceuninck-Quick-Step |
| 0Eindstanden | 0Eindstanden     | Wout van Aert         | Jacob Scott      | Ethan Hayter       | Deceuninck-Quick-Step |

1987 · 
1988 · 
1989 · 
1990 · 
1991 · 
1992 · 
1993 · 
1994 · 
1995 · 
1996 · 
1997 · 
1998 · 
1999 · 
2000 · 
2001 · 
2002 · 
2003 · 
2004 · 
2005 · 
2006 · 
2007 · 
2008 · 
2009 · 
2010 · 
2011 · 
2012 · 
2013 · 
2014 · 
2015 · 
2016 ·
2017 · 
2018 ·
2019 ·
2020 · 
2021 · 
2022 · 
2023 · 
2024 ·